# Debub Wollo
La zone Debub Wollo (ou Sud Wollo) est l'une des 10 zones de la région Amhara en Éthiopie. 

## Woredas
La zone est composée de 20 woredas :
- Abuko (en), woreda créé en 2002, séparé de Dessie Zuria et Kalu ;
- Amba Sel ;
- Debre Sina ;
- Dessie ;
- Dessie Zuria ;
- Jama ;
- Kalu ;
- Kelala ;
- Kombolcha ;
- Kutaber ;
- Legahida (en), woreda séparé de Were Ilu ;
- Legambo ;
- Magdala ;
- Mehal Sayint (en), woreda séparé de Sayint ;
- Sayint ;
- Tehuledere ;
- Tenta ;
- Wegde ;
- Were Babu ;
- Were Ilu.